# Göta älv
Le Göta älv est un fleuve de Suède, émissaire du Vänern à Vänersborg.

## Géographie
Il se jette dans le Cattégat à Göteborg après un parcours de 93 km. Si l'on tient compte du Vänern et de son principal tributaire, le Klarälven, on obtient un système d'une longueur d'environ 731 km. L'étendue de son bassin versant (50 115 km2, dont 42 468 km2 en Suède et le reste en Norvège) et son débit moyen de 565 m3/s en font le plus puissant fleuve de Suède.
À hauteur de Kungälv, avant d'atteindre la mer, le fleuve se divise en deux : le bras septentrional devient le Nordre älv, le bras méridional reste le Göta älv. Ces deux bras délimitent l'île de Hisingen.
Le cours du fleuve a été aménagé, notamment aux chutes de Trollhättan : construction d'un canal (Trollhätte kanal), d'une centrale hydraulique (Trollhättans kraftverk), d'écluses. Praticable et régulé, il lie les ports du Vänern à la mer. En effet, il fait partie du canal Göta.
Le fleuve était, lors de la révolution industrielle au XIXe siècle, une voie de communication importante. Il procurait aussi l'énergie nécessaire aux industries sidérurgiques de Trollhättan.

## Hydrologie
Son module est de 565 m3/s.

## Étymologie
Le terme älv signifie « fleuve » en suédois ; Göta se rapporte à la région traversée par le fleuve : le Götaland.

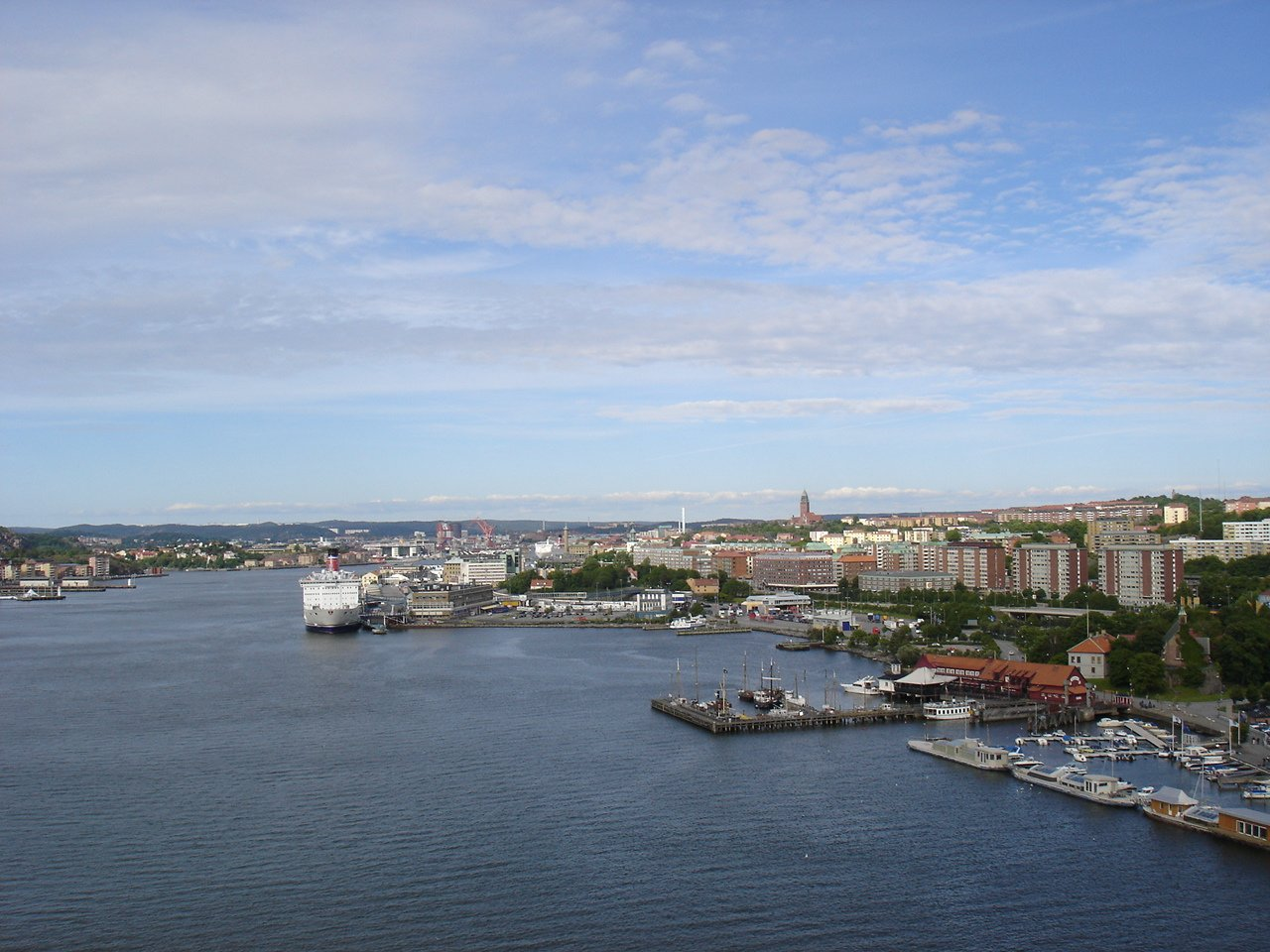
Le Göta älv à Göteborg à environ un kilomètre de la mer.